# Cindrel-bjergene
Cindrel-bjergene (også kendt som Cândrel-bjergene, Cibin-bjergene eller Szeben-alperne ) er en gruppe bjerge i det centrale Rumænien i centrum af de sydlige Karpater, i den nordøstlige del af Parâng-bjergene.
Fra det Transsylvanske Plateau, med højder mellem 200 og 400 moh., i nord og øst stiger de brat gennem en zone med dybe dale ved omkring 900 moh. på kanten af massivet, hvor der ligger nogle landsbyer. Højderne stiger fortsat  langsomt mod den højeste top, Cindrel-toppen, der er 2.244 moh. Kun to andre toppe i området hæver sig over 2000 meter: Balandrul Mare (2.210 moh.) og Starpului ( 2.146 moh.).
Bjerget var stedet for Slaget ved Mount Csindrel (en) under 1. verdenskrig, en del af Slaget ved Transsylvanien (en) i 1916.
Massivet er let tilgængeligt, og i det etnografiske område Mărginimea Sibiului  omkring bjerget drives landbrug med fåreavl og træindustri. På Cibin- og Sadu- floderne blev der bygget dæmninger og vandkraftværker, den ældste var den fra Sadu i 1896. Păltiniș feriestedet ligger halvvejs mellem landsbyen Rășinari og Cindrel Peak, med hoteller, hytter og en skiløjpe. Resortet har udviklet sig omkring et lille kloster, hvor den rumænske filosof Constantin Noica (en) tilbragte den sidste del af sit liv.
Den vigtigste flod, der løber fra bjerget, er Cibin-floden, som samler de fleste af de andre mindre floder. Mellem Cindrel-bjergene og det transsylvaniske plateau danner floden en bred fordybning - Sibiu Depressionen hvor hovedbyen i området, Sibiu, ligger, i den etnografiske region kendt som Mărginimea Sibiului.